# Jean-Marc Tailhardat
Jean-Marc Tailhardat (ur. 12 kwietnia 1966) – francuski lekkoatleta, tyczkarz.
W 1991 w Atenach zdobył srebrny medal igrzysk śródziemnomorskich. Do jego osiągnięć dwa medale srebrny igrzysk frankofońskich – brązowy (1989, 1994). W 1989 został halowym mistrzem Francji.
Swój rekord życiowy na otwartym stadionie (5,70 m) ustanowił 22 czerwca 1991 w Montgeron. Jego halowy rekord życiowy, który został ustanowiony 21 stycznia 1999 w Clermont-Ferrand wynosi również 5,70 m.